# Mouse Bungee

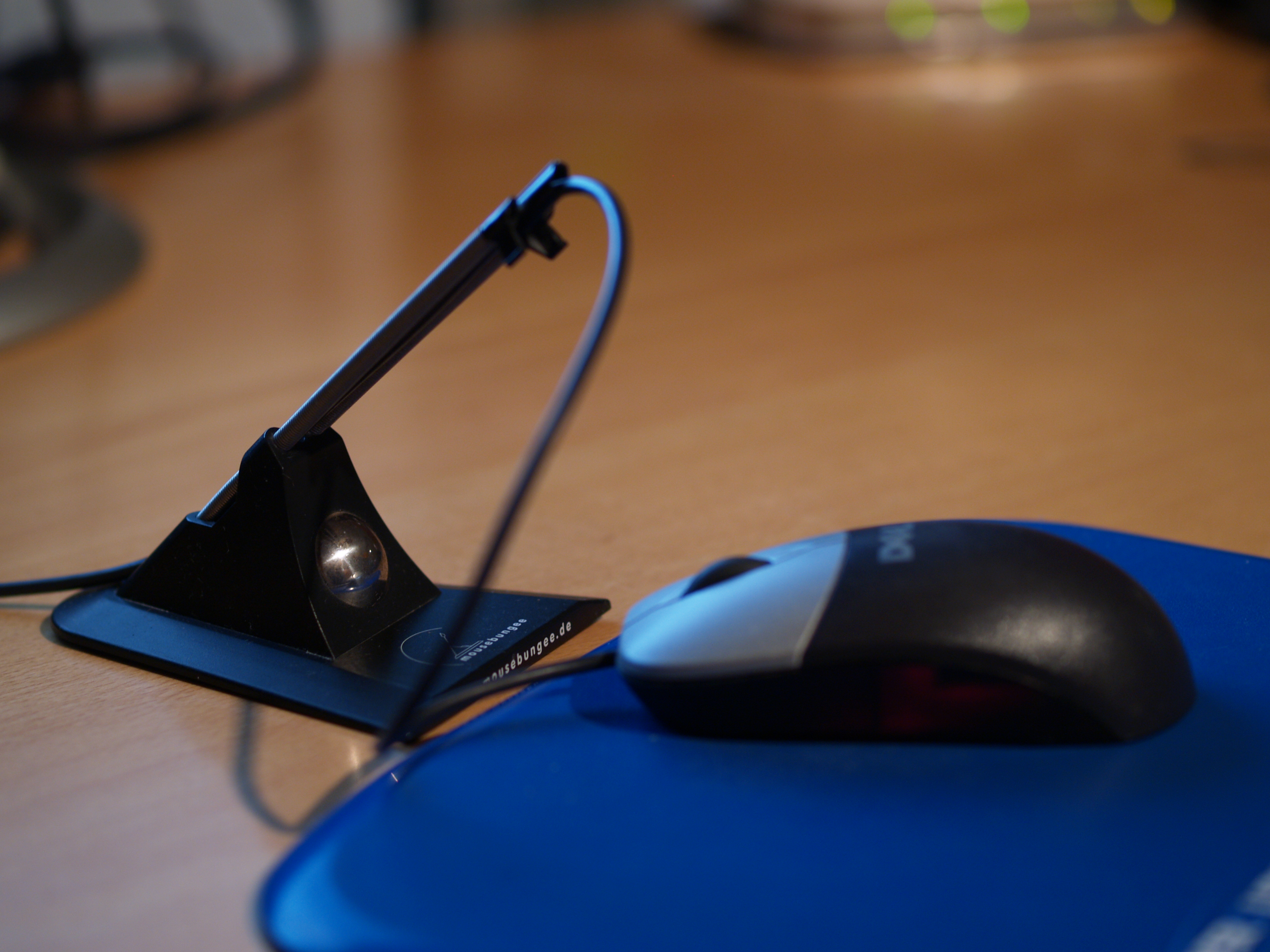
Mouse Bungee (links im Bild)

Ein Mouse Bungee ist ein aus Kunststoff und Metall gefertigtes Hilfsmittel, in das ein Mauskabel eingespannt wird. Es verhindert das Verheddern des Kabels und bietet gleichzeitig volle Bewegungsfreiheit.

## Funktionsweise
Das Mouse Bungee besteht aus einer breiten, standfesten Bodenplatte mit rutschfester Unterseite und einer kranartigen, schräggestellten, gefederten Klemmvorrichtung für das Kabel, die etwa 10 cm hoch aufragt. Im Kunststoffgestell ist ein Stabilisierungsgewicht eingearbeitet, das für das nötige Gewicht sorgt. Idealerweise wird es am Rande des Mauspads aufgestellt und die Kabellänge zum erhöhten Teil manuell so eingestellt, dass das ganze Mauspad mit der Maus gut erreicht werden kann, sich aber keine unnötigen Schlaufen oder Schlingen im Kabel bilden. Auf der Rückseite bleibt das Kabel ruhig und sicher liegen und kann nicht mehr über den Tisch rutschen.
Ein Mouse Bungee wird meist von Computerspielern, vorrangig im Bereich des E-Sports, benutzt.